# Philodicus pallidipennis
Philodicus pallidipennis là một loài ruồi trong họ Asilidae. Philodicus pallidipennis được Ricardo miêu tả năm 1921. Loài này phân bố ở miền Ấn Độ - Mã Lai.